# Stenodynerus abactus
Stenodynerus abactus är en stekelart som först beskrevs av Brethes 1909.  Stenodynerus abactus ingår i släktet smalgetingar, och familjen Eumenidae. Inga underarter finns listade i Catalogue of Life.